# Joseph McCormick (Eishockeyspieler)
Joseph Wallace „Joe“ McCormick (* 12. August 1895 in Buckingham, Québec, Kanada; † 14. Juni 1958 in Sudbury) war ein US-amerikanisch-kanadischer Eishockeyspieler. Er spielte auf der Position des Stürmers.
Aufgrund seines Militärdienstes für die US Army im Ersten Weltkrieg erhielt McCormick die Staatsbürgerschaft der USA und war damit auch für die USA spielberechtigt.
Bei den Olympischen Sommerspielen 1920 in Antwerpen gewann er mit der US-amerikanischen Nationalmannschaft, die sich aus Spielern der St. Paul A.C., Pittsburgh AA und Boston AA zusammensetzte, die Silbermedaille im olympischen Eishockeyturnier. Sein älterer Bruder Lawrence war ebenfalls Mitglied der Olympiamannschaft.

## Erfolge und Auszeichnungen
- 1920 Silbermedaille bei den Olympischen Sommerspielen